# Madiop Diagne
Madiop Diagne (wòlof: Madiop Diañ; Dakar, Senegal, 1964) és un senegalès instal·lat a les Illes Balears, l'actual president de l'Associació senegalesa de Mallorca.
És llicenciat en filologia hispànica per la Universitat Paul Valéry de Montpeller amb un estudi sobre la guerra civil espanyola. Des del 1997 és establit a Mallorca, on ha estat mediador intercultural i sindicalista com a delegat de CGT. Forma part de la Comissió Intercultural de l'Obra Cultural Balear i ha participat en l'organització de les dues edicions del Mallorca Món Festival. El 2007 va rebre el premi al Voluntariat Lingüístic dels Premis 31 de desembre.